# Chlorochaeta dubernardi
Chlorochaeta dubernardi là một loài bướm đêm trong họ Geometridae.